# Waverley (Nowa Południowa Walia)
Waverley (Waverley Council) - jeden z 38 samorządów lokalnych wchodzących w skład aglomeracji Sydney, największego zespołu miejskiego Australii. Leży na wschód od ścisłego centrum Sydney, bezpośrednio nad Pacyfikiem, i zajmuje powierzchnię 9 km². Liczba mieszkańców wynosi 60 715 osób (2006). 
Lokalną władzę ustawodawczą stanowi rada, składająca się z dwunastu członków, wybieranych z zastosowaniem ordynacji proporcjonalnej w czterech trójmandatowych okręgach wyborczych. Radni wyłaniają spośród siebie burmistrza i jego zastępcę, którzy kierują egzekutywą.

## Galeria

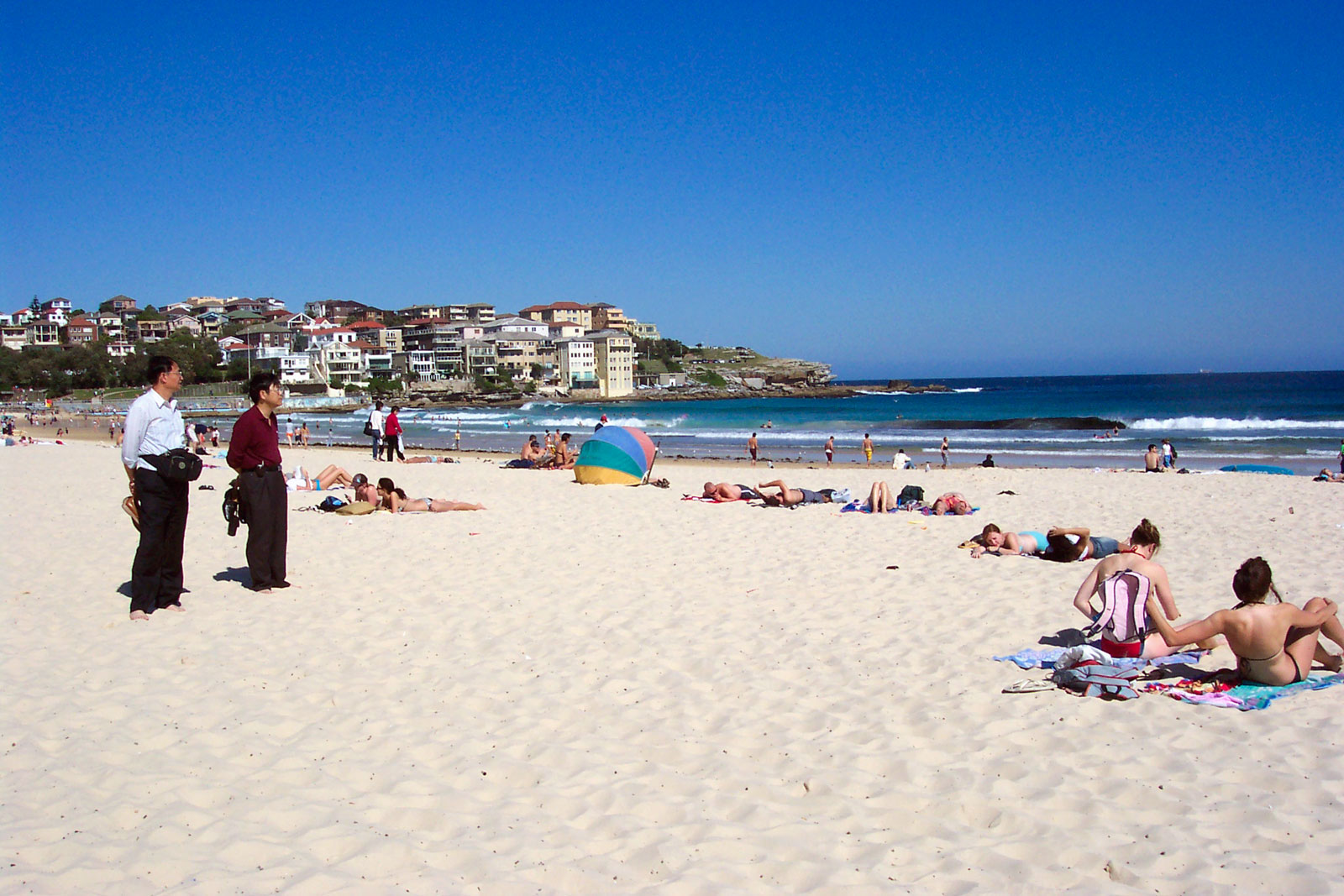
Bondi Beach
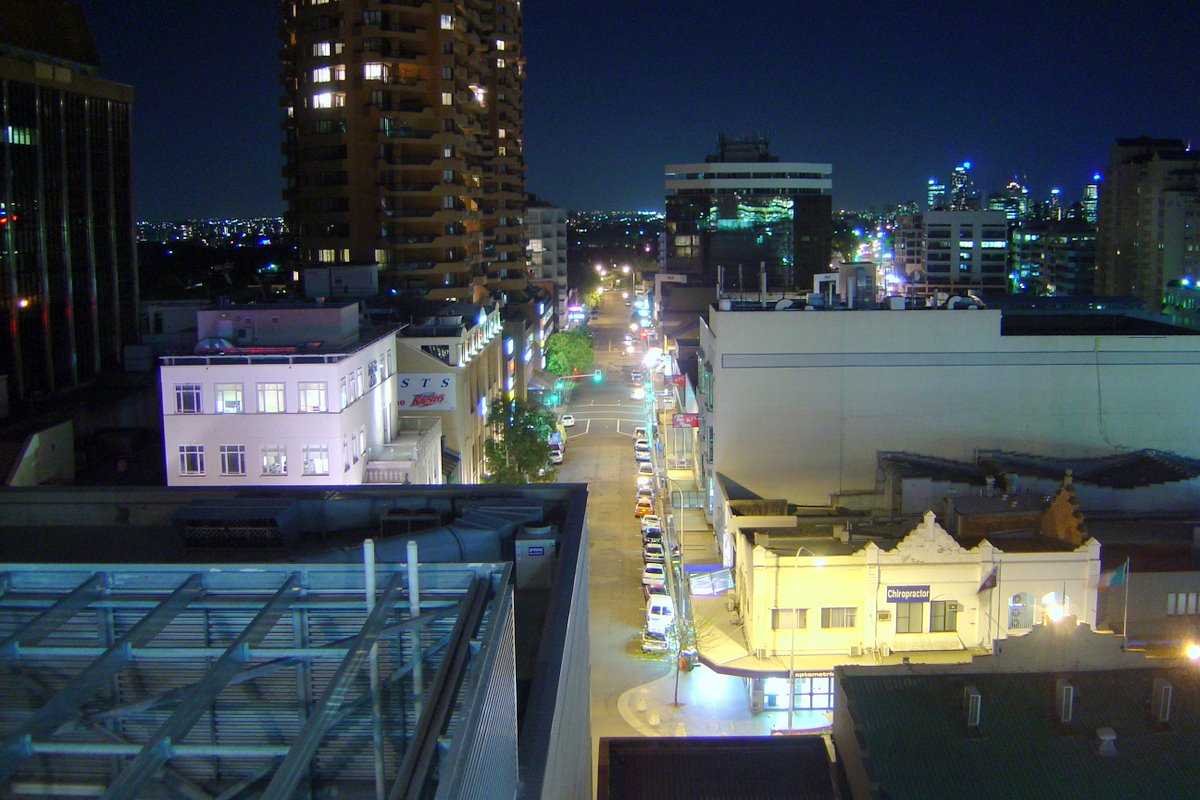
Dzielnica Bondi Junction nocą
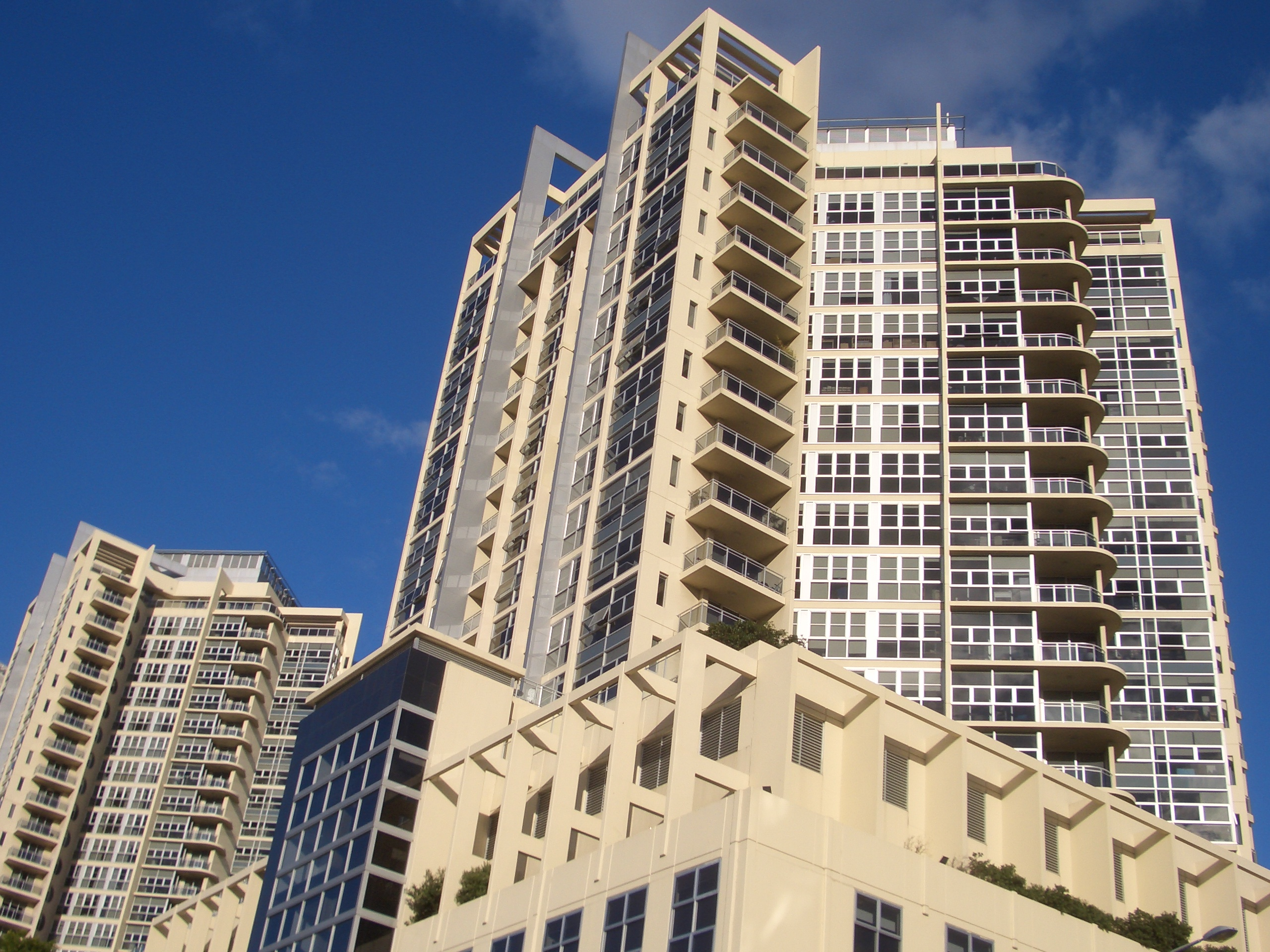
Wysokie apartamentowce